# Pendent (matemàtiques)
En matemàtiques el pendent d'una recta és una mesura de la inclinació de la recta. Més en concret és la longitud que la recta recorre en direcció vertical quan recorre una unitat de longitud en direcció horitzontal.

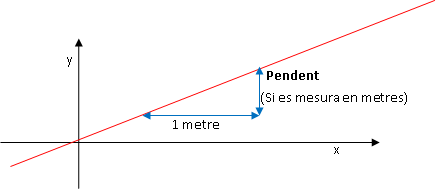
Pendent de la recta p recorregut vertical en recórrer una unitat de longitud en direcció horitzontal

## Càlcul del pendent d'una recta

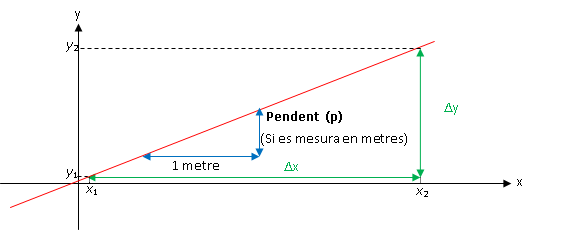
Càlcul del pendent d'una recta

El pendent d'una recta es pot calcular recorrent una unitat en direcció horitzontal i mesurant la longitud recorreguda en sentit vertical o recorrent una quantitat arbitrària {\displaystyle \Delta x} en sentit horitzontal, mesurant la longitud recorreguda direcció vertical {\displaystyle \Delta y} i dividint-les.
Tal com es pot apreciar a la figura, el triangle format per la recta i les fletxes blaves és semblant (té una relació de semblança) al triangle format per les fletxes verdes i la recta per tant el pendent p serà:
{\displaystyle {\frac {p}{1}}={\frac {\Delta y}{\Delta x}}}
La lletra grega ∆ es fa servir habitualment en matemàtiques per indicar augment o increment. És a dir, el valor final menys el valor inicial. ∆y es llegeix increment de y i ∆x es llegeix increment de x.
{\displaystyle {\frac {p}{1}}={\frac {y_{2}-y_{1}}{x_{2}-x_{1}}}}
Si es té la recta expressada per la seva equació
{\displaystyle y=ax+b}
En passar x de {\displaystyle x_{1}} a {\displaystyle x_{2}}, y passa de {\displaystyle y_{1}} a {\displaystyle y_{2}}; aquest valors es poden calcular emprant l'equació de la recta:
{\displaystyle y_{1}=ax_{1}+b}
{\displaystyle y_{2}=ax_{2}+b}
Per tant
{\displaystyle p={\frac {(ax_{2}+b)-(ax_{1}+b)}{x_{2}-x_{1}}}}
{\displaystyle p={\frac {a(x_{2}-x_{1})}{x_{2}-x_{1}}}}
{\displaystyle p=a}
Per tant, en l'equació de la recta de la constant a se'n diu pendent de la recta. (Com que per x = 0 es té que y = b, de la constant b se'n diu ordenada en l'origen.)

## Pendent d'una corba en un punt
El pendent d'una corba en un punt x (o derivada de la corba en el punt x) es defineix com el pendent de la recta que és tangent a la corba precisament en el punt x.

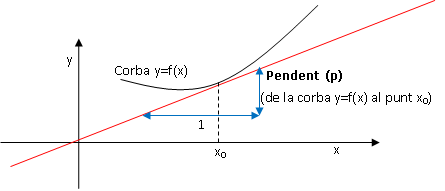
Pendent de la recta f(x) en el punt